# Växbo kapell
Växbo kapell är ett kapell som ligger samhället Växbo i Bollnäs kommun. Kapellet tillhör Bollnäs församling i Uppsala stift.

## Kapellet

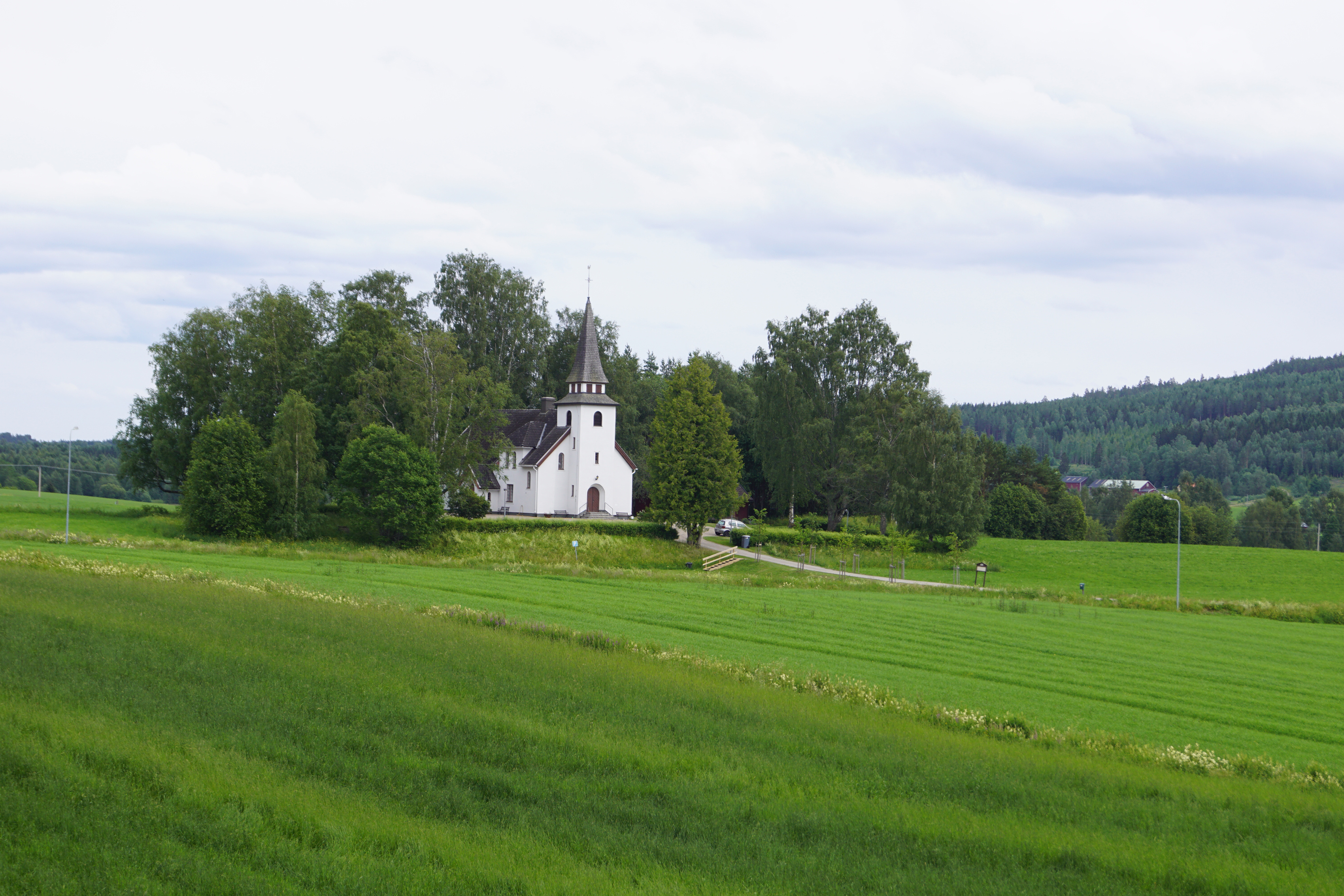
Växbo kapell juni 2016.

Kapellet uppfördes 1924 på den så kallade Olsvensbacken, under ledning av August Jakobsson och efter ritningar av ingenjör Carl Bååth från Bollnäs. 16 november 1924 förrättades invigningen av ärkebiskop Nathan Söderblom. Byggnaden har en stomme av trä och består av ett rektangulärt långhus med polygonalt kor i öster och kyrktorn i väster. Ytterväggarna är vitputsade och genombryts av rundbågiga fönster. Långhuset har ett sadeltak som är täckt med lertegel, medan tornet har en tornspira klädd med spån. Kyrkorummet har ett tredingstak som tillsammans med väggarna täcks av ljusgrå, målad träpanel. Golvet är belagt med brädor och har öppna kyrkbänkar som är målade i en brun nyans.
En altarmålning är utförd av Erik Stenholm i samband med en renovering 1959.

## Hundra årsjubileum
Den 25 augusti 2024 hölls det hundra årsjubileum i kapellet. Gullevi och Tony Lind ledde firandet, de höll också ett anförande om kapellets historia. Bollnäs pastorats kyrkoherde Ingrid Augrell höll i högmässan.

## Inventarier
- Kyrkklockan är gjuten av Bergholtz klockgjuteri och tillkom vid kapellets invigning.
- Orgeln byggdes 1979 av Åkerman och Lunds Orgelbyggeri AB.

| Manual       | Pedal   |
| ------------ | ------- |
| Gedackt 8'   | Bihängd |
| Rörflöjt 4'  |         |
| Principal 2' |         |
| Nasat 1 1/3' |         |